# Lyophilise & Co
 (octobre 2022).
Lyophilise & Co est une entreprise française spécialisée dans la vente d’alimentation et d’équipements pour les sports de pleine nature tels que la randonnée, la voile, l’ultra-trail ou encore l’alpinisme.
Le siège social de l’entreprise est situé à Lorient (Morbihan).

## Historique
Lyophilise & Co est créé en 2010 par Ariane Pehrson. L’objectif initial est d’apporter une offre d’alimentation plus large aux skippers.
Au fil des années, l’offre se développe avec l’arrivée de produits pour du stockage alimentaire ainsi que du matériel pour les activités de plein air.
En 2016, elle avitaille 27 des 29 skippers prenant le départ de la huitième édition du Vendée Globe.
En 2018, son chiffre d’affaires est de 1,4 million d’euros.
En 2019, Lyophilise & Co compte 10 salariés et son chiffre d’affaires est de 2,8 millions d’euros. 
En 2020, la société aménage dans de nouveaux locaux de 600 m² au sein de Lorient-La Base. Lors du Vendée Globe 2020-2021, 29 des 33 bateaux s’approvisionnent chez Lyophilise & Co.
Lors de leur traversée de la Corse à la rame, en 2021, les youtubeurs Mcfly et Carlito consomment des repas lyophilisés contribuant à la mise en avant de Lyophilise & Co.
En octobre 2022, Lyophilise & Co lance l’extension d’un bâtiment de 800 m², deux ans après l’inauguration de son bâtiment de 600 m².

## Activité
Lyophilise & Co est un site de commerce en ligne spécialisé dans la vente de repas lyophilisés, de repas appertisés, de nutrition sportive, de repas de survie et de matériel pour les activités de pleine nature. En 2022, l’entreprise dispose de trois sites (français, anglais, espagnol) et livre dans plus de 45 pays.
Lyophilise & Co possède un showroom à Lorient.

## Ambassadeurs
Lyophilise & Co accompagne plusieurs sportifs en leur fournissant l’alimentation et le matériel nécessaires à leur activité. Parmi eux, se trouvent l’ultra-traileur Rachid el-Morabity, neuf fois vainqueur du Marathon des Sables, ou encore l’alpiniste Élisabeth Revol.